# بریتیش ریل کلاس ۴۶۶
بریتیش ریل کلاس ۴۶۶ (انگلیسی: British Rail Class 466) یک قطار خودگرانشی الکتریکی ساخت شرکت آلستوم است.
این قطار که از سال ۱۹۹۳ تا ۱۹۹۴ تولید می‌شده دارای ۲٫۸۱ متر عرض، ۱۲۱ کیلومتر بر ساعت سرعت نهایی و ۸۰۴ اسب بخار توان خروجی است.

## نگارخانه

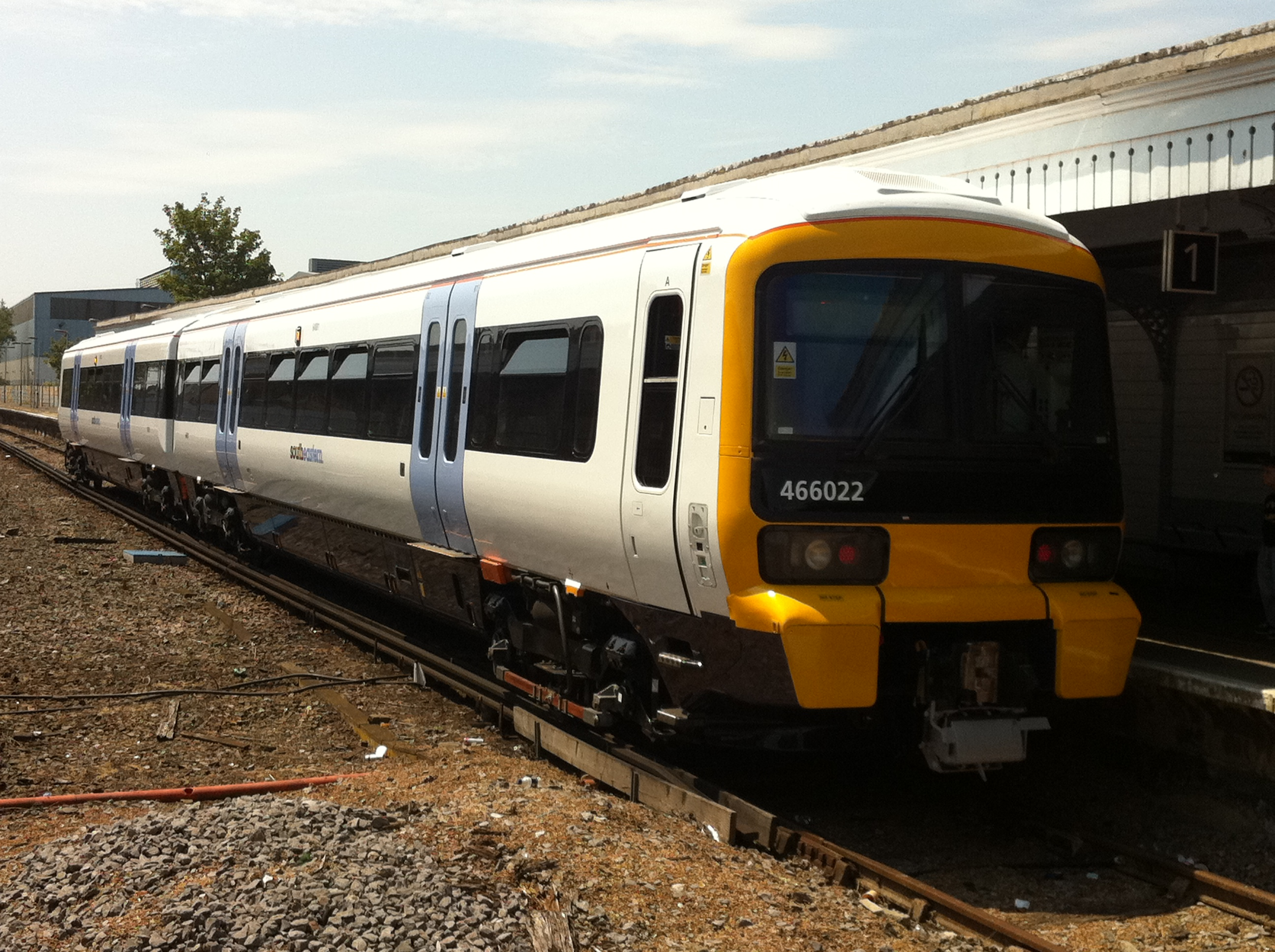
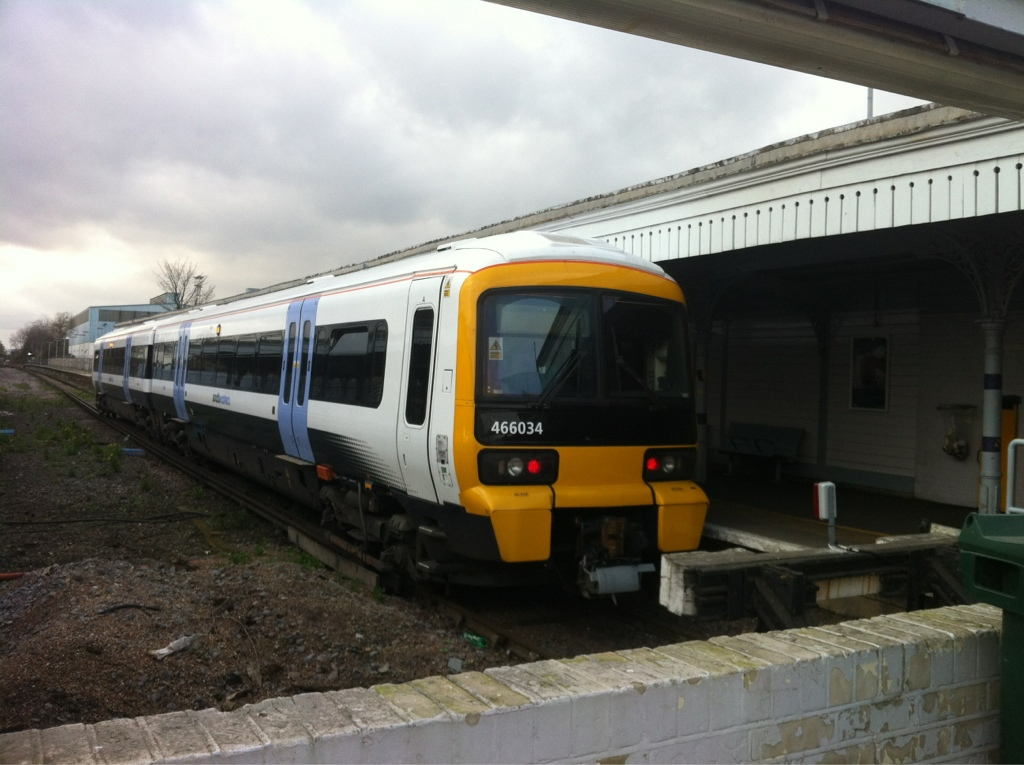
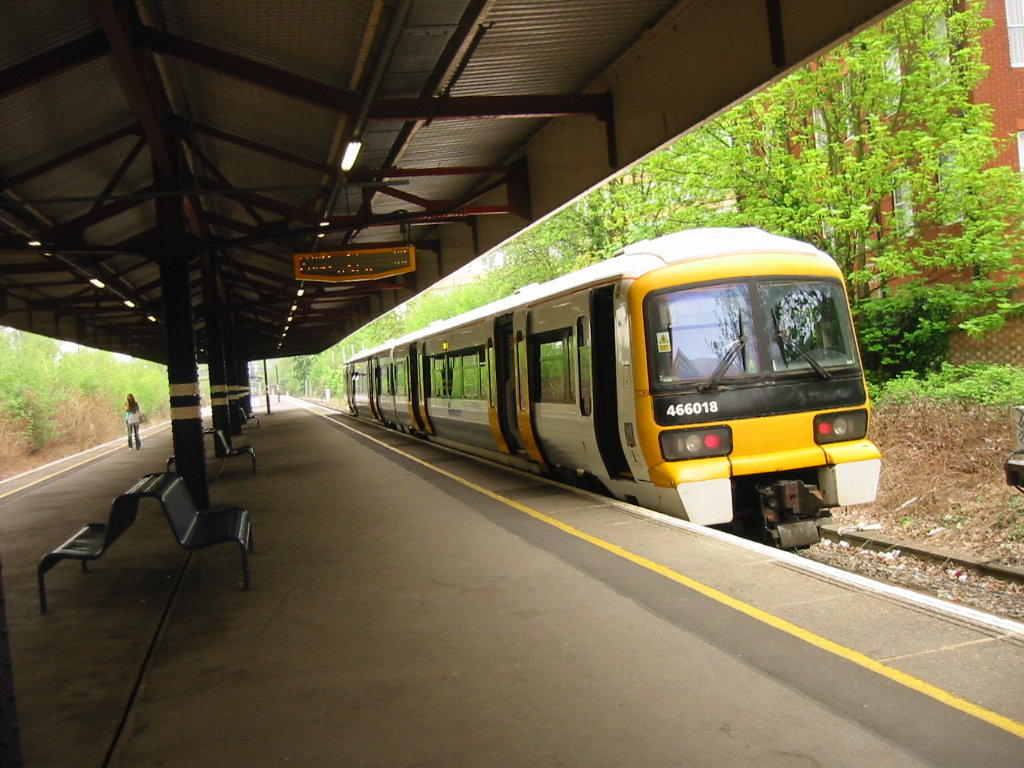
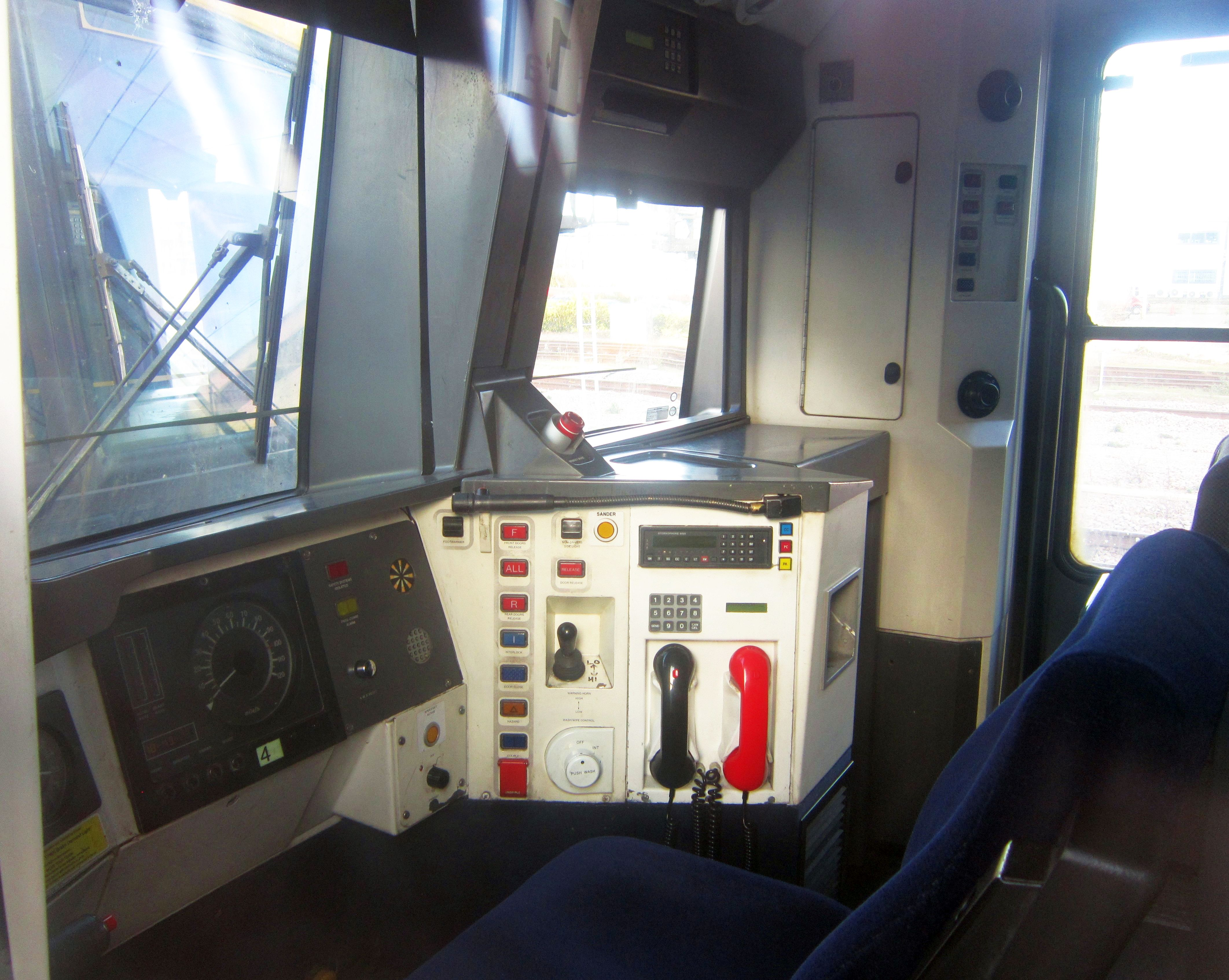